# Tuscarora-krigen
Tuscarora-krigen blev udkæmpet i North Carolina fra efteråret 1711 til 11. februar 1715 mellem de britiske, hollandske og tyske nybyggere og Tuscarora-stammen, en lokal indianerstamme. En fredstraktat blev indgået i 1715.